# Alibi perfetto (film 1995)
Alibi perfetto (Perfect Alibi) è un film statunitense del 1995 diretto da Kevin Meyer.
È basato sul libro Where's Mommy Now? di Rochelle Majer Krich (1990).

## Trama
La famiglia Bauers è pronta ad accogliere la nuova tata Janine venuta dalla Francia. Tutto sembra andare per il meglio, quando un'amica Melanie sorprende la tata e il marito Keith amoreggiare accanto alla piscina. Quest'ultima contatta un'altra amica di famiglia, ma la sera stessa viene aggredita in casa sua da uno sconosciuto rimanendo uccisa, che si rivelerà poi essere la tata Janine.
Nel cuore della notte Melanie si sveglia a causa di un temporale e scopre che il marito non è a letto. Non sapendo dove possa essere va in cerca per tutta la casa barcollando, ed infine sorprenderà il marito a letto con Janine. La donna sviene e il mattino seguente si sveglia nel suo letto dal marito, apparentemente tutto normale, tra questi, una foto che accidentalmente ha fatto cadere a terra rompendo il vetro, ma che risulta intatto. Melanie pensa di aver fatto in un incubo e così non ha alcun sospetto. 
Nel frattempo Laney un'amica di famiglia e investigatrice privata indaga assieme al detective Ryker sull'omicidio dell'amica di Melanie. 
Melanie ogni giorno è sempre più debole e la donna comincia ad intuire che qualcosa non va. Entra di nascosto in camera di Janine e scopre una fotografia del marito assieme a Janine ritagliata da quest'ultima, facendola sembrare autentica, e successivamente un ciondolo con all'interno le fotografie di Janine e Keith.
Melanie allora capisce che quella notte non era un sogno e che la tata sta cercando di ucciderla assieme al marito. Una sera Janine, ha l'intento di uccidere Melanie con la cioccolata calda avvelenata, ma Melanie capisce l'intento della donna e astutamente le chiede di metterci un po' di panna in modo tale da invertire le tazze. 
La sera stessa Keith, medico d'ospedale, viene avvertito di una donna avvelenata e che chiede il suo aiuto. Quest'ultimo crede che sia la moglie e non appena apre la porta si ritrova davanti l'amante in fin di vita. L'uomo per evitare che la donna parli tenta di ucciderla, ma viene fermato dai due detective ed arrestato.